# Vădurele, Sălaj
Vădurele este un sat în comuna Năpradea din județul Sălaj, Transilvania, România.

## Lăcașuri de cult
- Biserica de lemn "Adormirea Maicii Domnului"